# Campeonato Polonês de Futebol 3.ª Divisão
A II Liga é o terceiro maior nível do sistema de ligas do futebol polonês - atrás apenas da Ekstraklasa e da I Liga.  Para a estação de 2013/14 composta por dois grupos (Leste e Oeste. Desde a temporada 2014/15 é apenas um jogos de grupo.

## Clubes da temporada 2014/15
- 1. MKS Kluczbork
- 2. Siarka Tarnobrzeg
- 3. Zagłębie Sosnowiec
- 4. Raków Częstochowa
- 5. Znicz Pruszków
- 6. Energetyk ROW Rybnik
- 7. Błękitni Stargard Szczeciński
- 8. Okocimski KS Brzesko
- 9. Legionovia Legionowo
- 10. Puszcza Niepołomice
- 11. Limanovia Limanowa
- 12. Stal Stalowa Wola
- 13. Rozwój Katowice
- 14. Stal Mielec
- 15. Kotwica Kołobrzeg
- 16. Nadwiślan Góra
- 17. Górnik Wałbrzych
- 18. Wisła Puławy

Em grupo, 2, 3 ou 4 times são rebaixados para a III Liga. O número de clubes que avançam para a próxima divisão varia, conforme as posições da tabela dessa divisão.

## Grupo da II Liga
- Grupo e clubes da temporada 2021/22